# 1981 (numero)
Millenovecentottantuno (1981) è il numero naturale dopo il 1980 e prima del 1982.

## Proprietà matematiche
- È un numero dispari.
- È un numero composto da 4 divisori: 1, 7, 283, 1981. Poiché la somma dei suoi divisori (escluso il numero stesso) è 291 < 1981, è un numero difettivo.
- È un numero semiprimo.
- È un numero omirpimes in quanto anche il suo opposto 1891 = 31 × 61 è semiprimo.
- È un numero nontotiente in quanto dispari e diverso da 1.
- È un numero congruente.
- È un numero intero privo di quadrati.
- È un numero odioso.
- È parte delle terne pitagoriche (1981, 6792, 7075), (1981, 40020, 40069), (1981, 280308, 280315), (1981, 1962180, 1962181).

## Astronomia
- 1981 Midas è un asteroide near-Earth.

## Astronautica
- Cosmos 1981 è un satellite artificiale russo.

## Cinema
- 1981: Indagine a New York (A Most Violent Year) è un film del 2014 diretto da J. C. Chandor.

## Musica
- 1981 Tour è stato un tour musicale del gruppo inglese dei Depeche Mode, nel 1981.